# Mokossé (Petté)
Pour les articles homonymes, voir Mokossé.
Mokossé (ou Mokoché) est une localité du Cameroun située dans l'arrondissement de Petté, le département du Diamaré et la région de l’Extrême-Nord. Elle fait partie du canton de Petté rural.

## Population
En 1975, la localité comptait 131 habitants, dont 128 Peuls et 3 Mada.
Lors du recensement de 2005, on y a dénombré 166 personnes.